# 森本信男
森本 信男（もりもと のぶお、1925年2月9日 - 2010年9月13日）は、日本の地球科学者。大阪大学名誉教授、京都大学名誉教授。専門は結晶学・鉱物学。学位は、理学博士（1954年）（学位論文「砒素硫化物の結晶構造」）。
長野県北安曇郡大町（現：大町市）生まれ。

## 研究
X線結晶学を駆使した硫化銅鉱物の研究は、無機化学への貢献も大きい。また、これらの研究の過程で、新鉱物阿仁鉱 (anilite) を発見した。
1995年、岡山県で発見された新鉱物が森本柘榴石 (morimotoite) と命名された。

## 経歴
- 旧制北野中学、旧制大阪高校卒業。
- 1946年：東京帝国大学理学部鉱物学科卒業
- 1950年：東京大学理学部助手
- 1954年: 理学博士（学位論文「砒素硫化物の結晶構造」）
- 1962年：東京大学理学部講師
- 1963年：大阪大学産業科学研究所教授（不定比結晶材料部門）
- 1978年：京都大学理学部地質学鉱物学科教授（鉱物学講座）
- 1978年 - 1980年：日本鉱物学会会長
- 1983年 - 1984年：日本結晶学会会長
- 1988年
  - 京都大学定年退官
  - 大阪大学名誉教授
- 1988年：大阪産業大学教授
- 1997年：京都大学名誉教授
- 2003年：日本学士院会員
- 2010年9月13日：肺小細胞がんのため京都市左京区の病院で死去[1]。

## 受賞歴
- 1963年：米国鉱物学会賞
- 1981年：櫻井賞（日本鉱物学会）
- 1990年：紫綬褒章[6]
- 1994年：日本学士院賞「鉱物の固溶体形成の新機構の発見」[7]
- 1996年：勲三等旭日中綬章
- 2007年：渡邉萬次郎賞（日本岩石鉱物鉱床学会）[8]

## 著書・訳書
- R.C.エバンス 著、森本信男・小川和英 訳『結晶化学入門 上』培風館〈MCL〉、1971年。
- R.C.エバンス 著、森本信男・小川和英 訳『結晶化学入門 下』培風館〈MCL〉、1972年。
- 森本信男、砂川一郎・都城秋穂『鉱物学』岩波書店、1975年。
- 森本信男『造岩鉱物学』東京大学出版会、1989年。ISBN 4-13-062123-8。